# Toys "R" Us
Toys "R" Us (estilizado como Toys "Я" Us y anteriormente Children's Supermart) es una cadena minorista internacional de juguetes, ropa y productos para bebés, propiedad de Tru Kids, Inc. (cuyo nombre comercial es Tru Kids Brands) y varios otros. Fue fundada en abril de 1948 y tiene su sede en Wayne, Nueva Jersey, en el área metropolitana de Nueva York.
Fundada por Charles Lazarus en su versión moderna en junio de 1957, los orígenes de Toys "R" Us se remontan a la tienda de muebles para niños de Lazarus, que comenzó en 1948. Añadió juguetes a su oferta, y finalmente cambió su enfoque. La compañía había estado en el negocio de los juguetes durante más de 65 años y operaba alrededor de 800 tiendas en Estados Unidos y alrededor de 800 fuera de Estados Unidos, aunque estos números han disminuido constantemente con el tiempo. En su apogeo, Toys "R" Us fue considerado un ejemplo clásico de una gran distribución especializada. Sin embargo, con el auge de los comercios masivos, así como de los comercios en línea, Toys "R" Us comenzó a perder su participación en el mercado de juguetes.

## Historia

### Los primeros años

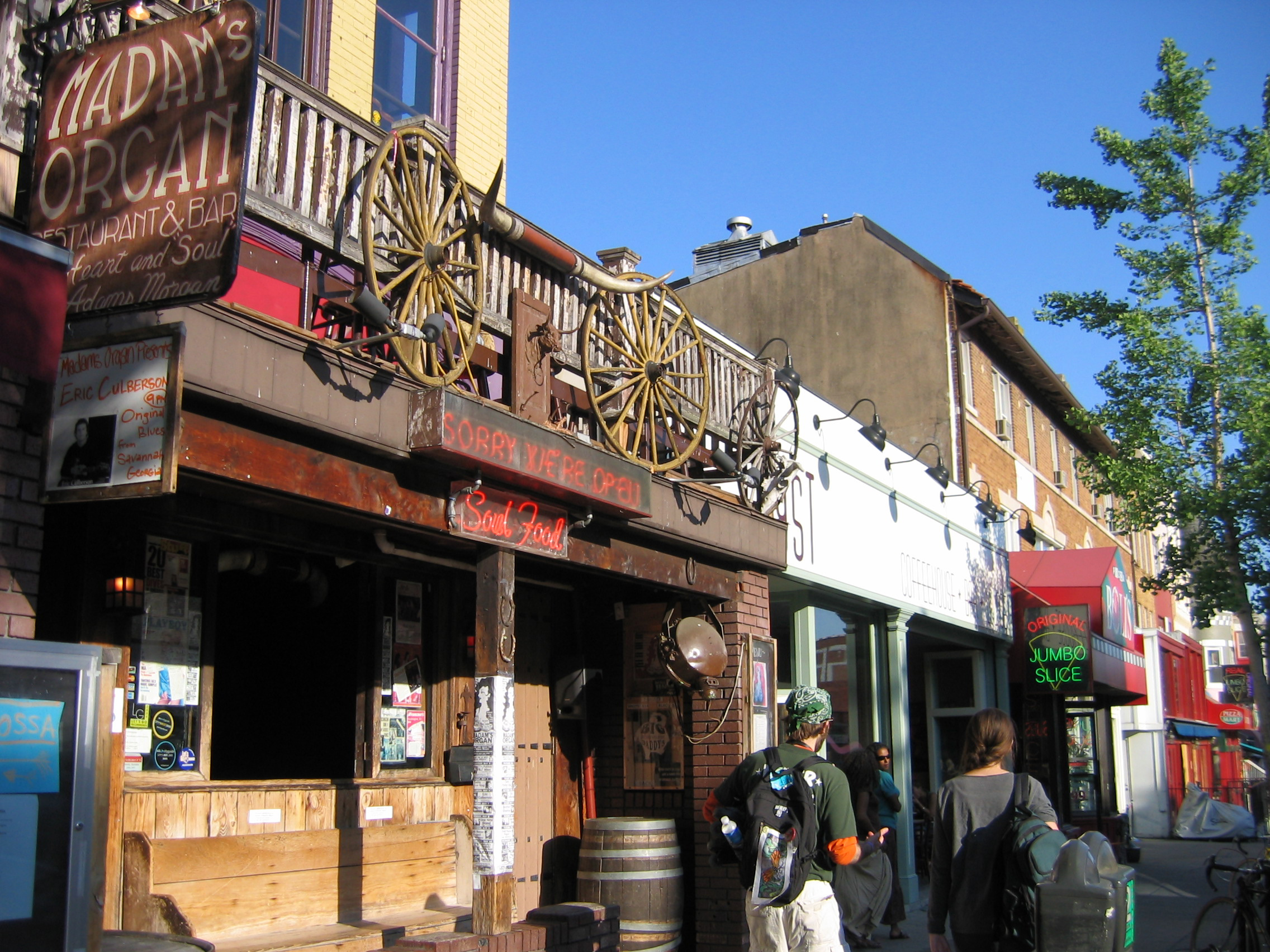
El original Children's Supermart, ahora Madam's Organ Blues Bar en Adams Morgan, Washington D. C.

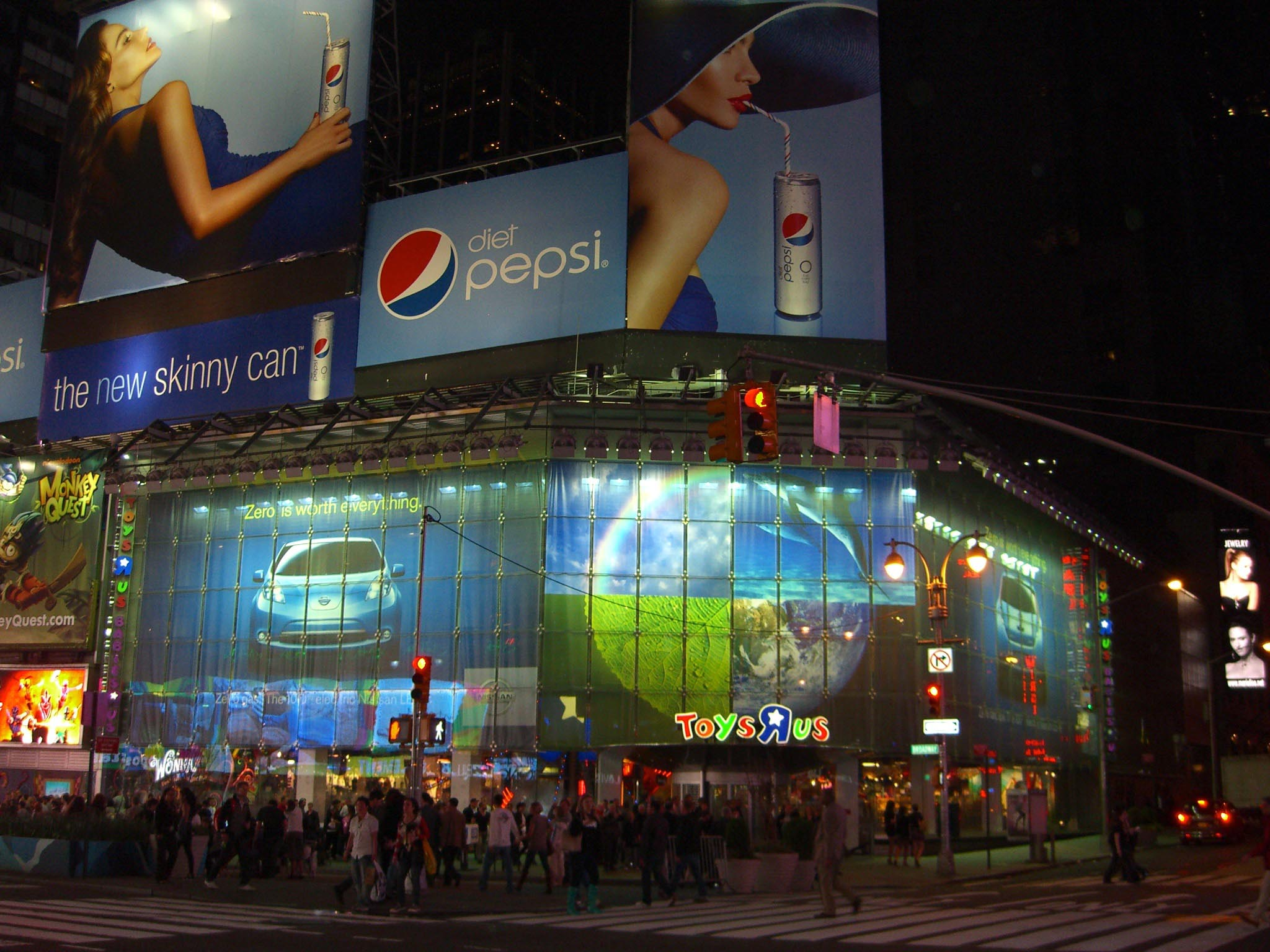
La tienda 'insignia' de Toys "R" Us, ubicada en Times Square, Manhattan, Nueva York. Ahora tienda de Old Navy y GAP.

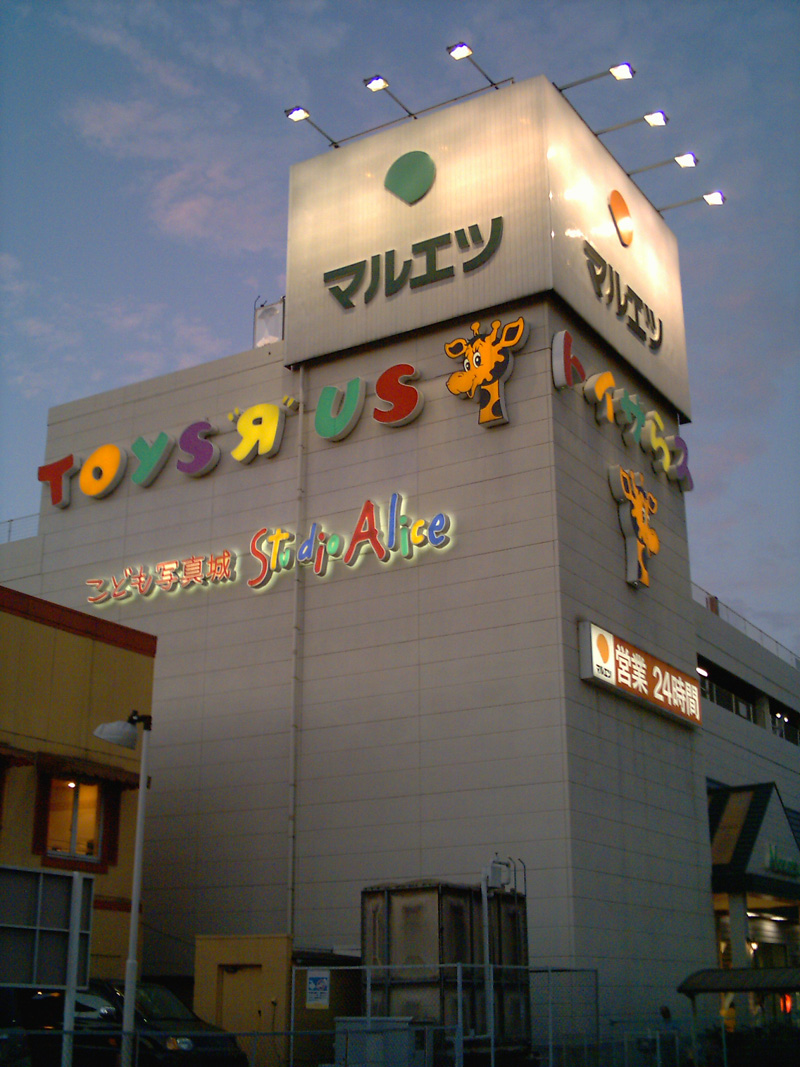
Una tienda Toys "Я" Us en Japón.

Charles Lazarus inicialmente comenzó en Children's Supermart (que más tarde evolucionaría en lo que hoy conocemos como Toys "R" Us), en Washington D. C. como minorista de muebles para bebés, durante la explosión de natalidad posguerra en 1948. Su primera ubicación fue en donde se encuentra actualmente el club nocturno, Madam's Organ Blues Bar. Lazarus comenzó a recibir peticiones de clientes, para añadir juguetes de bebé. Después de añadir los juguetes de bebé, tiene solicitudes de juguetes para niños mayores. Finalmente, el enfoque de la tienda cambió en 1967 y Toys "R" Us (como se conoce hoy), nació en Rockville, Maryland. Toys "R" Us fue adquirida en 1966 por Interstate Department Store, propietario de White Front, Topps and Children's Bargain Town USA, una cadena de tiendas de juguetes fraterna de Toys "R" Us en el medio oeste americano, que más tarde pasaría a ser parte de la cadena Toys "R" Us. El diseño original de Toys "R" Us en los años 1970 y 1980, consistía en franjas verticales del arco iris y un techo marrón con una puerta de entrada y salida lateral. Algunos locales aún conservan los tejados marrón, aunque algunos han sido pintados de diferentes colores o renovados.
En su cúspide, Toys "R" Us estaba considerado como un clásico ejemplo de gran distribución especializada, una empresa que se especializa tan minuciosa y eficientemente en un sector, empuja fuera de la competencia a almacenes de especialidad más pequeños y a grandes minoristas generales. Sin embargo, desde el ascenso de autoservicios como Walmart, Target y Amazon; Toys "R" Us ha perdido gran parte de su cuota de mercado y ha caído detrás de Walmart en las ventas de juguetes desde 1998.

### La compra
En un esfuerzo para mejorar su empresa, el Consejo de Administración instalado John Eyler, antes de FAO Schwarz. Eyler lanzó un plan muy caro y sin éxito para remodelar y reactivar la cadena. Culpando a las presiones del mercado (principalmente la competencia de Wal-Mart y Target), Toys "R" Us considera la división de sus juguetes y nuevas empresas. El 21 de julio de 2005, un consorcio de Bain Capital Partners LLC, Kohlberg Kravis Roberts & Co. (KKR) y Vornado Realty Trust invirtieron $1.3 mil millones en nuevas acciones para completar la compra apalancada de $6.6 mil millones del gigante de juguetes. Existencias públicas cerraron por última vez en $26.74, solo unos centavos de las 68-semanas, pero muy por debajo de su máximo de casi $45 en el cuarto trimestre de 1993, y su máximo en cinco años de 31 dólares en el 2T de 2001. Toys "R" Us es ahora una entidad de propiedad privada. Sin embargo, la compañía todavía archiva con la Comisión de Bolsa y Valores como lo exigen sus acuerdos de deuda.  

### Demanda de Amazon.com
A principios de 2006, Toys "R" Us ganó una importante batalla contra Amazon después de años de amargas batallas sobre su contrato original 10 años a principios del auge del puntocom a finales de siglo. La batalla se centró en los derechos de exclusividad como se ve desde la perspectiva de ambas compañías. El juez entendió que los altos funcionarios de Amazon no fueron completamente claros en su testimonio durante el juicio.
En su opinión escrita, la juez del Tribunal Superior Margarita María McVeigh tuvo una visión más bien débil del testimonio en el juicio de algunos ejecutivos de Amazon, incluyendo la del fundador de la compañía el multimillonario Jeff Bezos, dijo que «no tenía dudas de que su conocimiento y la comprensión (del acuerdo con Toys "R" Us) fue mucho más profundo de lo que revela. Cuando se le presiona en el estrado, "cierta información" acaba de regresar a él», dijo en la sentencia, mientras que otra de las explicaciones de Bezos fue calificada de «casi infantil».
Toys "R" Us, después de ganar el derecho de terminar su contrato con Amazon.com, estableció una asociación con GSI Commerce, una empresa especializada en la gestión de sitios de comercio electrónico. A mediados de 2006, las acciones de Amazon tuvieron casi un 15% de pérdidas, una de las razones fue la pérdida de los $50 millones por año de pago perdido de Toys "R" Us. Amazon anunció la pérdida del caso a finales del trimestre a sus propietarios de acciones.

### Cierre de 87 tiendas
El 9 de enero de 2006, Toys "R" Us anunció que 87 de las tiendas en Estados Unidos cerca de ese año, cerrarían cerca de la primavera. Doce tiendas más debían ser convertidos al formato "Babies "R" Us". Alrededor de 5.000 puestos de trabajo fueron eliminados como resultado de los cierres.

### Toys "R" Us Holiday Express
Toys "R" Us Holiday Express fue una cadena de tiendas de Toys "R" Us en los Estados Unidos, fundada a finales de 2009 por la compañía. Toys "R" Us Holiday Express y Toys "R" Us comparten el mismo logotipo y los juguetes que se encuentran en las tiendas. A principios de 2009 Toys "R" Us compró todas las tiendas KB Toys y tienen la plena propiedad de las tiendas y el sitio web. Actualmente, Toys "R" Us Holiday Express no tiene un sitio web, pero comparte un sitio web con el Toys R Us original.

### Liquidación de Toys "R" Us en Estados Unidos y el Reino Unido

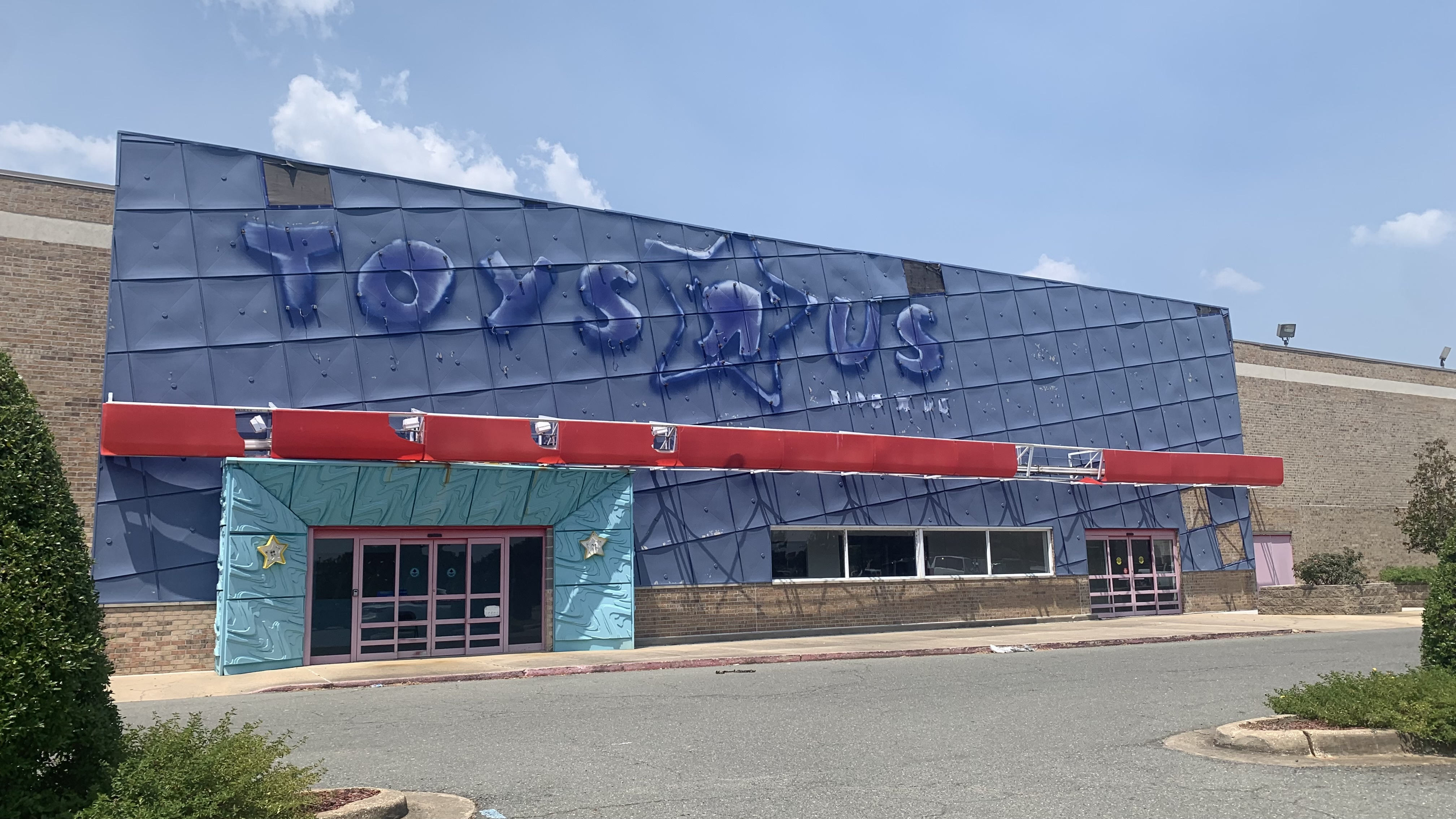
Toys "R" Us abandonado en Monroe, Luisiana, Estados Unidos.

La compañía solicitó la protección por bancarrota del Capítulo 11 el 18 de septiembre de 2017, y sus operaciones británicas entraron en administración judicial en febrero de 2018. En marzo de 2018, la compañía anunció que cerraría todas sus tiendas estadounidenses y británicas. Las tiendas británicas cerraron en abril y las tiendas de EE. UU. en junio. El ala australiana de Toys "R" Us entró en administración judicial voluntaria el 22 de mayo y cerró todas sus tiendas el 5 de agosto de 2018. Las tiendas en otros mercados internacionales como Asia y África se vieron menos afectadas, pero las cadenas en Canadá, partes de Europa y Asia finalmente se vendieron a terceros.
La compañía continúa operando como licenciante de las tiendas internacionales de la cadena, pero sus prestamistas anunciaron en octubre de 2018 que planeaban relanzar el negocio estadounidense Toys "R" Us en el futuro. Los prestamistas también se asociaron con Kroger para sumar las tiendas fugaces "Geoffrey's Toy Box" (llamado así por la mascota de la cadena) a ubicaciones seleccionadas para dar presencia a Toys "R" Us durante la temporada de compras navideñas. El 20 de enero de 2019, la compañía salió de la bancarrota como Tru Kids. Hasta la fecha, solo hay dos ubicaciones abiertas en Estados Unidos.

### Clausura en Estados Unidos y Reino Unido
El 4 de diciembre de 2017, la compañía anunció que al menos 26 de las tiendas en el Reino Unido cerraría. En el enero de 2018, la compañía anunció que 180 de sus tiendas estadounidenses serán cerrados.
En el 28 de febrero de 2018, la división británica de Toys "R" Us fue puesto en administración. A partir del 14 de marzo de 2018, la compañía anunció que las divisiones estadounidenses y británicas serán cerradas: mientras las restantes 735 tiendas estadounidenses (incluyendo la sede mundial de Wayne y las tiendas de Puerto Rico) y las restantes 105 tiendas británicas serán cerradas como parte del plan de liquidación (dejando sin empleo a más de 31.000 personas), las restantes tiendas de las divisiones Asia (incluye Japón), Europa Central (Alemania, Austria y Suiza), Australia, España, Portugal, Polonia y Francia seguían operando normalmente, pero tal como lo afirman el comunicado y los medios, no se descarta la posibilidad de su venta a otros inversores privados de dichas regiones. Sin embargo, en el 21 de junio de 2018, la división australiana de Toys "R" Us anunció que la compañía cerraría todas sus 44 tiendas en Australia, y el 29 de junio de 2018 la compañía termina por cerrar todas las tiendas de sus divisiones restantes y desaparece por completo.
Con este cierre y venta de sus operaciones, se pone fin a más de 70 años de existencia de la que fue una de las mayores cadenas de juguetes del mundo.

### Tiendas que aún mantienen sus puertas abiertas
A pesar de haber cerrado a nivel mundial aún existen tiendas de Toys "R" Us abiertas en el mundo, las cuales no cerraron debido a su gran éxito en el lugar donde se ubican, una de ellas por ejemplo se encuentra en Japón y es una de las últimas tiendas abiertas al igual que en España y Portugal donde aun a día de hoy se encuentran sucursales de Toys "R" Us.

### Llegada aLatinoaméricayEl Caribe
el día 27 de octubre de 2023, Toys "R" Us abrió su primer tienda en México bajo una alianza con las tiendas departamentales Liverpool, ubicada en la Ciudad de México, en la plaza de Galerías Insurgentes siendo la primera en estár en Latinoamérica. A finales de 2024, el concepto Babies "R" Us se inauguró dentro de la tienda ubicada en el centro comercial Patio Santa Fe.
En 2024, se anunció que Toys "R" Us y Babies "R" Us llegarán a Latinoamérica y el Caribe para el 2025, la empresa matriz de las marcas, WHP Global se ha asociado con Cotton Candy International en Panamá, Corporación Cobos & Cobos en Ecuador y Ripley en Chile y Perú para llevar las marcas Toys "R" Us y Babies "R" Us a Latinoamérica.

### Logotipo

1968–1972
1976–1980
1980-1986
1986–1998
1998–1999
1999-2007; 1999-2008
2007-presente; 2008-presente

## Cadenas afiliadas

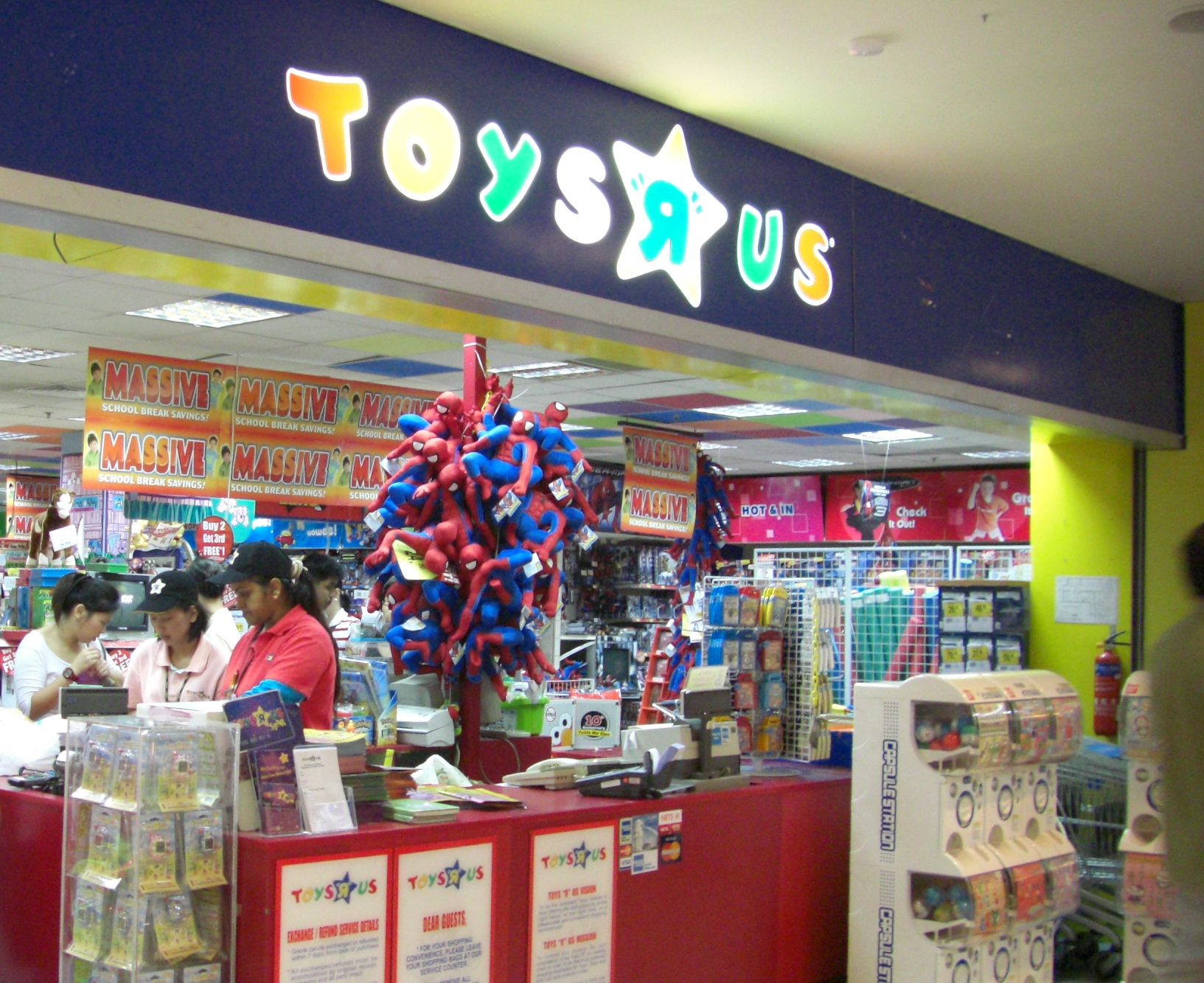
Una tienda Toys "R" Us en United Square Mall, Singapur.

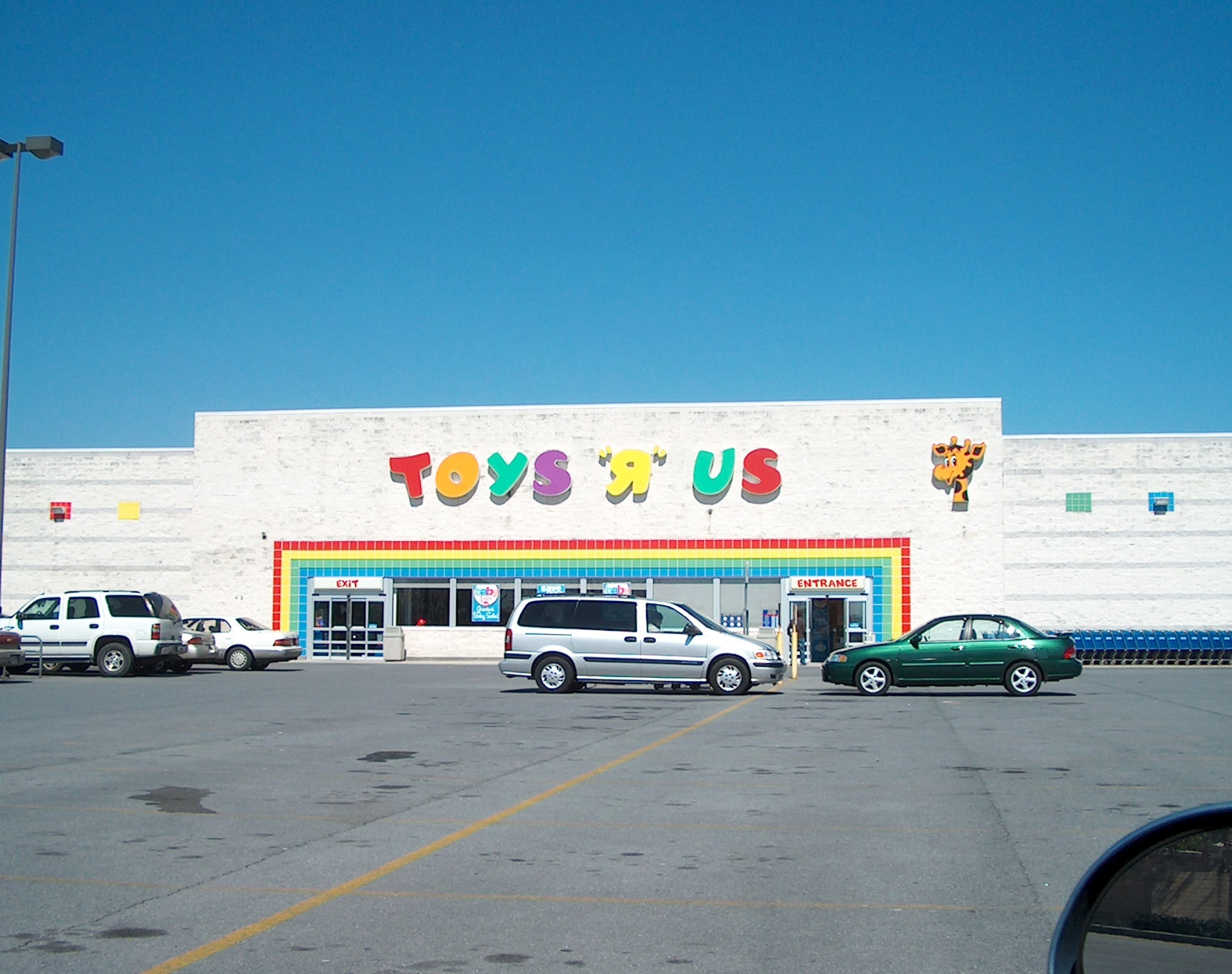
Una tienda Toys "R" Us en Calexico, California; Estados Unidos.

Tru Kids, Inc. y Toys "R" Us también posee otras cadenas / empresas: 
- KB Toys - La marca de KB Toys y derechos de autor relacionados se subastaron a Toys R Us el 4 de septiembre de 2009 para $2,1 millones. Los planes para KB Toys siguen siendo desconocidos.
- FAO Schwarz - Minorista de juguetes de lujo con sede en Nueva York. La tienda y su satélite de Las Vegas fueron adquiridos por la empresa el 28 de mayo de 2009.
- Kids "R" Us - Una cadena de tiendas que ya no opera en forma independiente, Kids "R" Us ofrece ofertas en ropa de niños. Kids "R" Us ahora es una marca conjunta con algunas tiendas de Toys "R" Us, que se encuentra dentro de la mayoría de Toys "R" Us. Kids "R" Us es también la etiqueta de marca de ropa de niños encontrados en la tiendas Geoffrey. Uno de los locales "Kids R" Us se encontró en el centro comercial de las Américas en Bloomington, Minnesota. El local es ahora el hogar de Marshalls.
- Babies "R" Us - Especializadas en ropa, muebles, juguetes y otros accesorios para bebés.
- "R" Market - Zona de alimentos para bebés dentro de Babies "R" Us. Cerró en 2018 porque Toys "R" Us se declaró en bancarrota.
- Bikes "R" Us - Tienda de bicicletas dentro de Toys "R" Us (Reino Unido solamente)
- Boys "R" Us - Tienda de ropa para niños dentro de Toys "R" Us. Dejó de existir en 2003 cuando combinaron Kids "R" Us con Toys "R" Us.
- Gals "R" Us - Tienda de ropa para niñas dentro de Toys "R" Us. Al igual que Boys "R" Us, dejó de existir en 2003 con la combinación de Kids "R" Us con Toys "R" Us.
- Scoops "R" Us - Sección de helados dentro de Toys "R" Us. Cerró en 2015 porque fracasó con su baja popularidad.
- Stickers "R" Us - Tienda de stickers y pegatinas dentro de Toys "R" Us. Cerró en 2001 porque tenía menos popularidad que la juguetería.
- Geoffrey's Toys "R" Us/Geoffrey - Tiendas de minoría nombradas a nombre de la mascota Geoffrey la jirafa. Ofrece juguetes, la mercancía de menores, y la ropa de los niños, todo en un mismo lugar. Otras características incluyen un centro de actividades "Estudio G". Se encuentran sobre todo en el medio oeste estadounidense, pero también se encuentran en Texas, Misisipi y Carolina del Norte. La primera tienda bajo la "bandera Geoffrey" abrió sus puertas en Fond du Lac, Wisconsin, pero finalmente se cerró debido a las malas cifras de ventas. De los otros dos Geoffrey Toys "R" Us en Wisconsin, todavía existen en los mercados cercanos, como el mercado del noreste de Wisconsin. Otros locales incluyen Louisville, Kentucky, San Antonio y Austin, Texas. Cada lugar tenía un patio de recreo en la parte delantera de la tienda. Estas tiendas se encuentran actualmente en proceso de ser revertido a Toys regular "R" Us a partir de la primavera de 2008, aunque el nombre permanece.
- Toys "R" Us Toy Box (introducido en 2003) - Esta versión de Toys "R" Us se encuentra en el Albertsons, Gigante, Jewel-supermercados Osco y tiendas en Hong Kong, Filipinas y Singapur.
- Toys "R" Us KidsWorld - Un formato de supermercado de juguetes introducido en 1996. Los almacenes se construyeron en Elizabeth, Nueva Jersey (que fue remodelado en un Toys "R" Us / Babies "R" Us Superstore), y Fairfax, Virginia (que fue remodelado en 2006 en un Toys "R" Us normal).
- Toys "R" Us/Kids "R" Us - Co-tiendas de marca en mercados no atendidos por las tiendas Geoffrey.
- Toys "R" Us Express - La versión mini de la tienda Toys "R" Us, que se encuentra dentro de las tiendas de Asia. (Hong Kong, Macao, Malasia, Taiwán (República de China), Wollongong, Australia y otros),
- Geoffrey's Toy Box - Fue un reemplazo de Toys "R" Us después de la bancarrota. Comenzó a principios de octubre de 2018 luego de que Toys "R" Us cancelara el plan de subastar su propiedad intelectual, sus primeras ubicaciones abrieron en 2018 en Las tiendas estadounidenses Kroger. Pero algunos artículos de esta marca se usaron en la marca Geoffrey's Toys "R" Us/Geoffrey en las tiendas dentro de Macy's.
- Imaginarium - (Universe of Imagination en España) Inicialmente, Imaginarium fue una cadena independiente de tiendas de juguetes con un enfoque en los juguetes de aprendizaje, con la mayoría de sus tiendas ubicadas en centros comerciales. Toys "R" Us compró la cadena en 1999. Sus mascotas fueron Cosmo (un cachorro de color púrpura) y el profesor diversión. Cuando se remodeló la mayoría de los Toys "R" Us, sus diseños incluyen un departamento de Imaginarium. Imaginarium todavía existe como una tienda independiente en Portugal y Venezuela. En
- Studio Alice - Se encuentra dentro de Toys "R" Us en Japón.
- eToys.com - Sitio de comercio electrónico adquirido el 12 de febrero de 2009 tras la quiebra de The Parent Company.
- BabyUniverse.com - Otro sitio de comercio electrónico adquirido 12 de febrero de 2009 tras la quiebra de The Parent Company.
- ePregnancy.com - Sitio web de recursos para padres adquirieron 12 de febrero de 2009 la quiebra de The Parent Company.

## Tiendas en España
Toys "R" Us cuenta en España con una tienda en línea y con 48 tiendas físicas, repartidas en 32 provincias:
| - Álava (1) - Provincia de Albacete (1) - Provincia de Alicante (1) - Provincia de Almería (1) - Asturias (1) - Provincia de Badajoz (1) - Provincia de Barcelona (2) - Provincia de Cádiz (2) - Cantabria (1) - Provincia de Castellón (1) - Provincia de Córdoba (1) | - Provincia de Granada (1) - Provincia de Guadalajara (1) - Guipúzcoa (1) - Provincia de Huelva (1) - Islas Baleares (2) - Provincia de La Coruña (1) - Provincia de Las Palmas (1) - Provincia de León (2) - Provincia de Lugo (1) - Comunidad de Madrid (7) - Provincia de Málaga (1) | - Región de Murcia (3) - Navarra (1) - Provincia de Pontevedra (1) - Provincia de Salamanca (1) - Provincia de Sevilla (1) - Provincia de Santa Cruz de Tenerife (1) - Provincia de Valencia (2) - Provincia de Valladolid (1) - Vizcaya (2) - Provincia de Zaragoza (1) |

## En el mundo

### Localizaciones actuales
La empresa cuenta con sucursales en los siguientes países y lugares:
- Arabia Saudita
- Australia
- Baréin
- Brunéi
- Canadá
- Catar
- China
- Corea del Sur
- Egipto
- Emiratos Árabes Unidos
- España
- Estados Unidos (Solo en Macy's)
- Filipinas
- India
- Israel
- Japón
- Kuwait
- Malasia
- México
- Namibia
- Omán
- Polonia
- Portugal
- Puerto Rico
- Singapur
- Sudáfrica
- Tailandia
- Taiwán
- Zambia

### Antiguas localizaciones
La empresa contó con sucursales en los siguientes países y lugares:
- Alemania (1986 - 20 de enero de 2019)
- Australia
- Austria (1986 - 20 de enero de 2019)
- Dinamarca (26 de junio de 1995 - 10 de enero de 2019)
- Estados Unidos (cerradas desde 2018 hasta 2021)
- Finlandia (26 de junio de 1995 - 10 de enero de 2019)
- Francia (1986 - 15 de marzo de 2018)
- Indonesia (1995-2006)
- Irlanda
- Islandia (26 de junio de 1995 - 10 de enero de 2019)
- Italia (1996-99)
- Noruega (26 de junio de 1995 - 10 de enero de 2019)
- Países Bajos (1993 - 2 de marzo de 2009)
- Reino Unido (cerradas desde 2018 hasta 2022)
- Suecia (26 de junio de 1995 - 10 de enero de 2019)
- Suiza (2006 - 10 de enero de 2019)
- Turquía (1986 - julio de 2010)

### Futuras Localizaciones
La empresa contará con sucursales durante su expación a Latinoamérica y El Caribe en el 2025:

#### Centroamérica
- Guatemala (aún no confirmado)
- Honduras (aún no confirmado)
- Costa Rica (aún no confirmado)
- El Salvador (aún no confirmado)
- Nicaragua (aún no confirmado)
- Panamá (confirmado)

##### América del Sur
- Venezuela (aún no confirmado)
- Colombia (aún no confirmado)
- Ecuador (confirmado)
- Perú (confirmado)
- Bolivia (aún no confirmado)
- Chile (confirmado)
- Argentina (aún no confirmado)
- Paraguay (aún no confirmado)
- Uruguay (aún no confirmado)
- Brasil (aún no confirmado)
- Guyana (aún no confirmado)
- Surinam (aún no confirmado)

##### El Caribe
- Haití (aún no confirmado)
- República Dominicana (aún no confirmado)
- Jamaica (aún no confirmado)
- Bahamas (aún no confirmado)